# ブルース・アシュモア
ブルース・アシュモア（Bruce Ashmore, 1959年4月13日 - ）は、イギリス・ケンブリッジ出身のレーシングカー・デザイナー。主にローラ、レイナードに所属し、マシン設計および開発の担当をしていた。

## 経歴
17歳の1976年頃からイギリスのハンティンドンにあるローラ・カーズ・アカデミーでインターンとして働き始め、エリック・ブロードレイに師事。

### ローラ時代

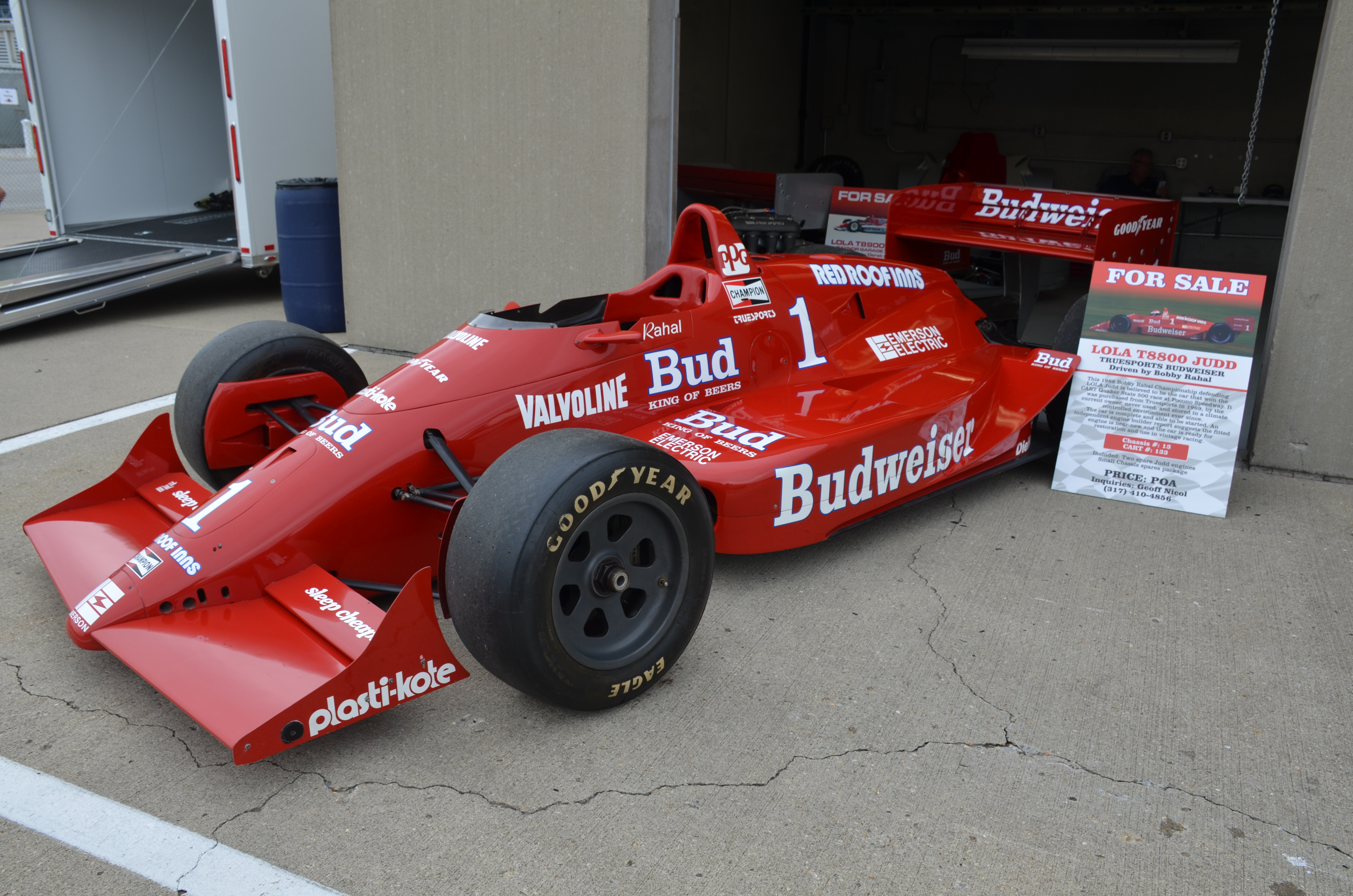
1988 Lola T88/00
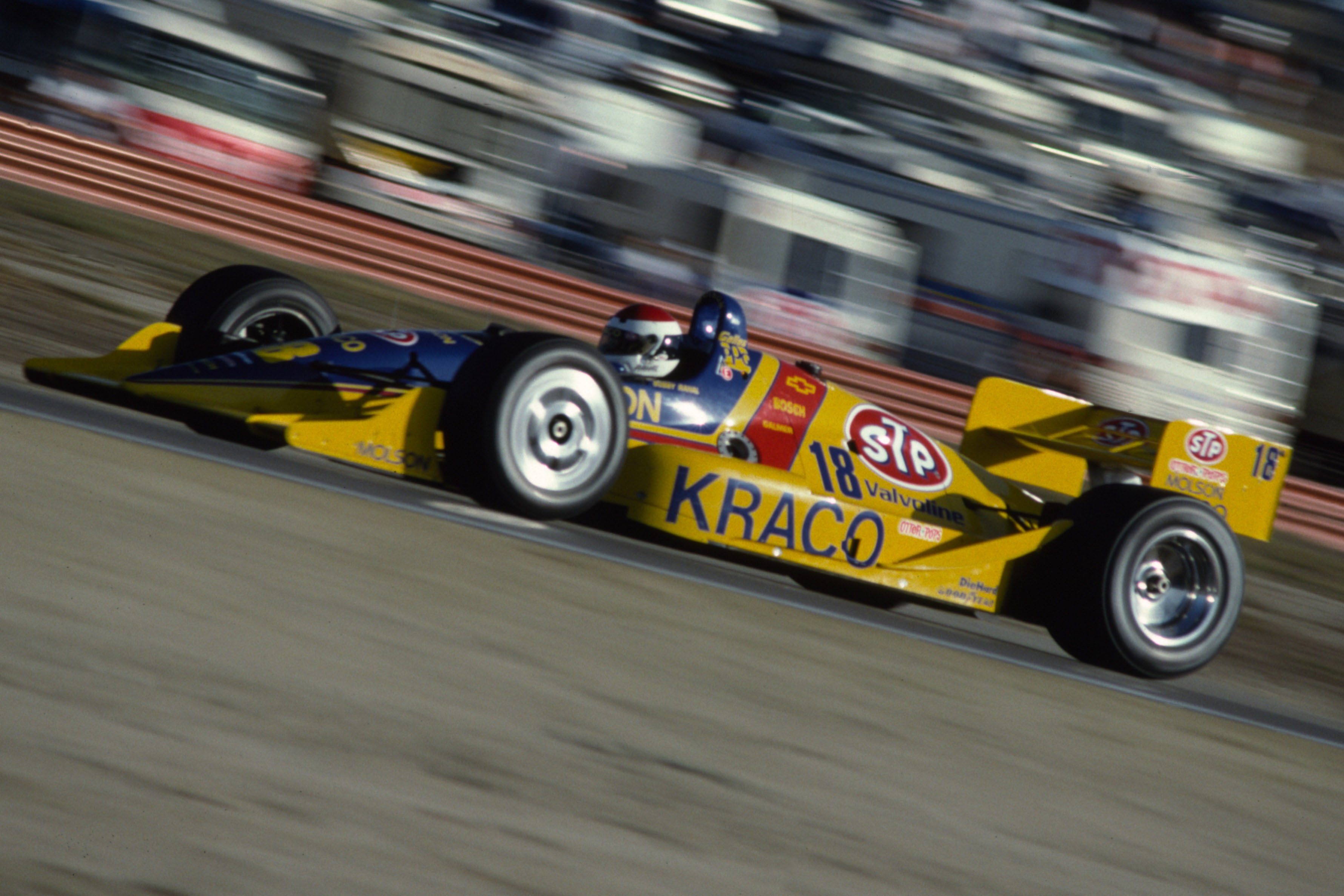
1991 Lola T91/00
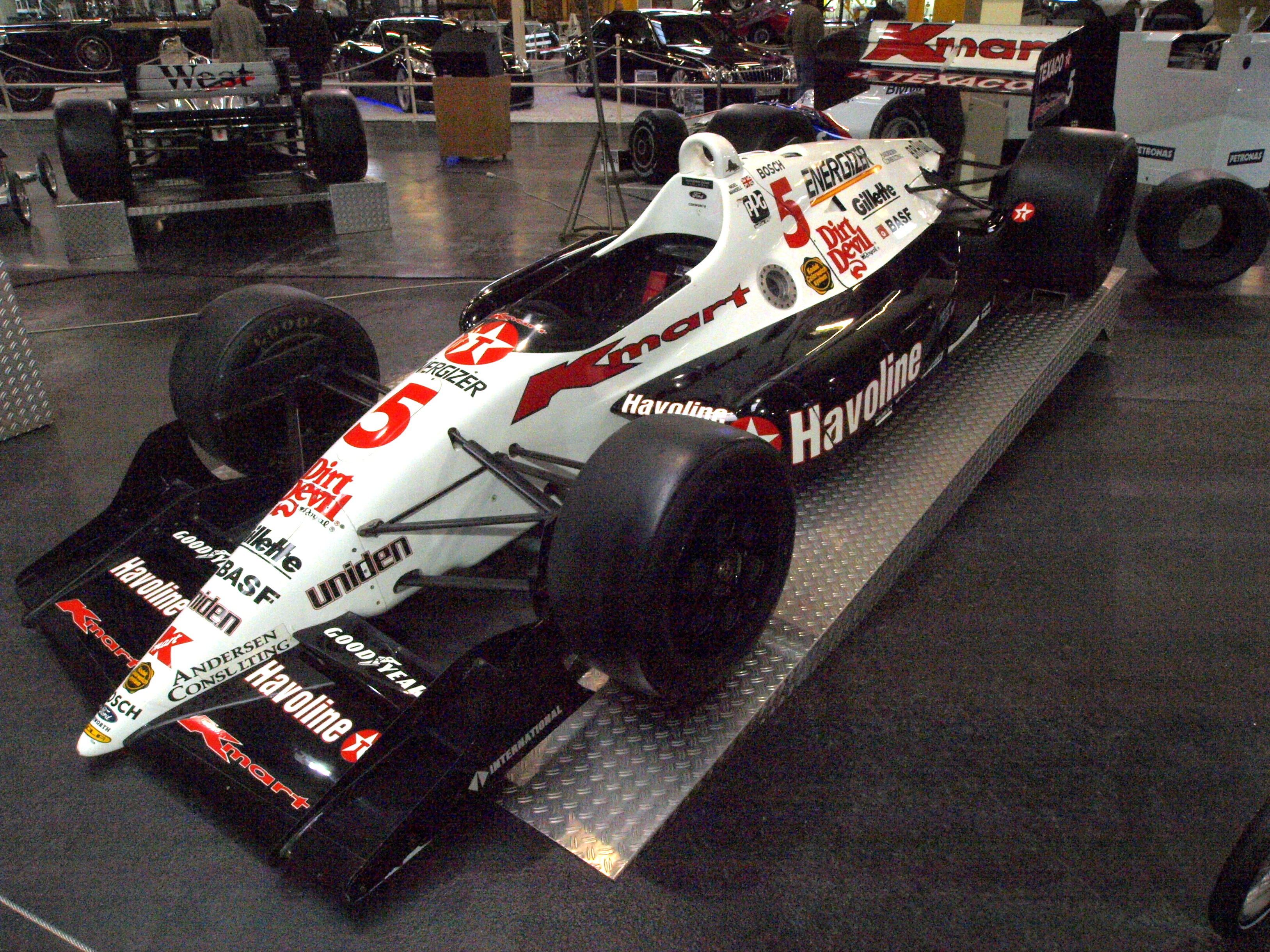
1993 Lola T93/00

それ以降、ローラに17年間在籍。
ケンブリッジ大学を卒業後は、インターンからチーフデザイナーへと昇進するまでの間、ブルースは多くのレースカープロジェクトのデザインチームのメンバーであり、ローラインディカーのチーフデザイナー。
| 製造初年                                                                      | 型式(Lola Heritage) | 製造 | シリーズ | 製造         | 型式         |
| 1978                                                                          | Lola T500           | 5    | IndyCar  |              |              |
| 1979                                                                          |                     |      |          |              |              |
| 1980                                                                          |                     |      | IndyCar  | 3            | March 80C    |
| 1981                                                                          |                     |      | IndyCar  | 9            | March 81C    |
| 1982                                                                          |                     |      | IndyCar  | 20           | March 82C    |
| 1983                                                                          | Lola T700           | 3    | IndyCar  | 21           | March 83C    |
| 1984                                                                          | Lola T800           | 5    | IndyCar  | 47           | March 84C    |
| 1985                                                                          | Lola T900           | 22   | IndyCar  | 44           | March 85C    |
| 1986                                                                          |                     |      | IndyCar  | 38           | March 86C    |
| 1987                                                                          |                     |      | IndyCar  | 33           | March 87C    |
| 1988                                                                          | Lola T88/00         | 25   | IndyCar  | 20           | March 88C    |
| 1989                                                                          | Lola T89/00         | 32   | IndyCar  | 6            | March 89C他  |
| 1990                                                                          | Lola T90/00         | 26   | IndyCar  |              |              |
| 1991                                                                          | Lola T91/00         | 38   | IndyCar  |              |              |
| 1992                                                                          | Lola T92/00         | 26   | IndyCar  |              |              |
| 1993                                                                          | Lola T93/00         | --   | IndyCar  | GenTech (UK) | GenTech (UK) |
| XX/00 - CART Indycar Speedway spec. XX/01 - CART Indycar Road - Circuit spec. |                     |      |          |              |              |

| - 1981, March 81C, 製造台数9 Alan Mertens + Gordon Coppuck - 1983, March 83C, 製造台数21 - 1984, March 84C (Howdy Holmes), 製造台数47 - 1985, March 85C, 製造台数44 - 1986, March 86C, 製造台数38 - 1987, March 87C, 製造台数33 - 1989, March 89P, 製造台数4 - 1992, Galmer G92 |

### レイナード時代
1993年にアシュモアはレイナードに移籍し、1992年11月に既に起動していたレイナードの最初のインディカーであるReynard 94Iの開発プロジェクトチームにやや遅れて合流する。
このチームはレイナードのトップデザイナーであるマルコム・オーストラーを首班としたもので、パックウエストのブルース・マッコウの好意から、Galmer G93の車体IPが用意され、さらには、ジェラルド・フォーサイスと組んでいたバリー・グリーンの好意から、ビスターのGenTech (UK)から、ロビン・ハードのマーチ・インディカーのサポートまでが準備されていたという万全の態勢で、投入初年からレイナード・94Iは即座に結果を出し、レースで優勝し、翌1995年以降から倒産前年の2001年まで、連続してシリーズチャンピオン、レイナードはインディカーの主要なシャーシメーカーになった。
マッコウは、レイナードの北米でのオペレーションを丸ごと彼に委ねるというところにあり、インディアナ州インディアナポリスにレイナードノースアメリカ（RNA）が設立されたと同時に、マッコウの依頼による風洞施設が建設された。
後にこれが、自動車研究センター、ARCとなり、レイナード北米本部になる。 
1993年から1998年の間、彼はRNAのテクニカルディレクターを務め、1999年にRNAの社長に就任。
後にARCのテクニカルディレクターを務めたとされているが、実際には、現在もARCの理事として紹介され、ARC運用の実務に関するすべてが彼に委ねられていた。
|  |  |  |  |

|  |  |  |  |

### レイナード崩壊直前

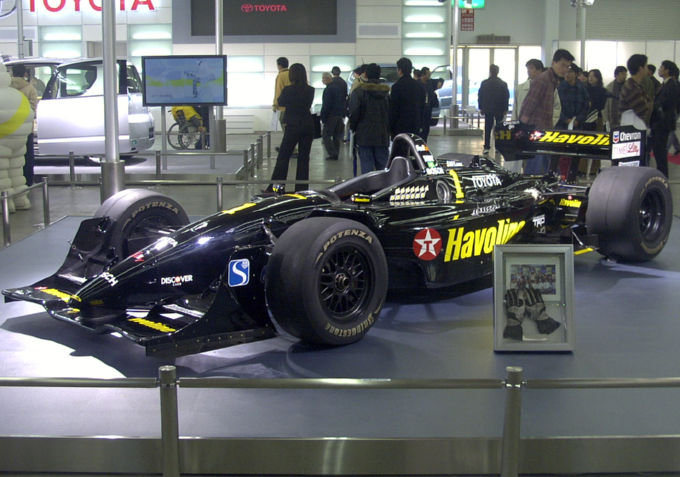
ローラ・B02/00（2002年）

アシュモアは2001年にフォーサイス・レーシングに加入。2003年のチャンピオンシップタイトル獲得計画をしていたチームでレイナード・01I、レイナード・02Iを使用して、2年間チーム体制の整備をして、次年度の準備が整うのを待ってチームを離脱。
2003年、チームはローラ・B02/00を使用して、ポール・トレーシーのチャンピオンシップ獲得が実現した。

### レイナード崩壊後
2002年の終わりにアシュモアデザインオフイスが開設。
アシュモアデザイン(Ashmore Design)は、設計事務所で、
- (Menard Competition Technologies)
- (Menard Engineering)
- (RuSPORT Champ Car Team)
- (Conquest Racing)、そして最近では、
- (C&R Racing Inc) と契約を締結。

アシュモアは、クリス・ポールセンがC&Rレーシングのために行ったアメリカ合衆国自動車クラブ (USAC)のシルバークラウンレースカーの設計を支援していた。